# Kőbánya-Kispest (metropolitana di Budapest)
Kőbánya-Kispest è una stazione della metropolitana di Budapest.
È operativa dall'anno 1980, quando aprì il prolungamento di tratta fra Nagyvárad tér e la stessa Kőbánya-Kispest. Gli abitanti della città talvolta abbreviano la sua denominazione in Köki.
Presso la stazione transitano i treni da e per Újpest-Központ, l'altro capolinea della M3, mentre la fermata più vicina è Határ út. Alcune linee di autobus in particolare la 200E collegano la stazione all'aeroporto di Budapest-Ferihegy, situato nella parte sud-orientale della capitale ungherese.
È un capolinea della M3, e non si tratta di una fermata sotterranea: i binari sono infatti localizzati in superficie. Oltre ad essere utilizzata come stazione della metropolitana, il suo ruolo è anche quello di stazione ferroviaria.

## Tempi di percorrenza
| Linea | Stazione        | Tempo  |
| M3    | Deák Ferenc tér | 16 min |
| M3    | Újpest-Központ  | 31 min |